# مایکل پروس
مایکل پروس (انگلیسی: Michael Preuß؛ زادهٔ ۶ ژانویهٔ ۱۹۸۴) بازیکن فوتبال اهل آلمان است.
از باشگاه‌هایی که در آن بازی کرده‌است می‌توان به باشگاه فوتبال اشتال تاله و باشگاه فوتبال هالشر اشاره کرد.